# Phyllanthus valleanus
Phyllanthus valleanus là một loài thực vật có hoa trong họ Diệp hạ châu. Loài này được Croizat miêu tả khoa học đầu tiên năm 1946.